# MPi 69
Штайр MPi 69 («Maschinen Pistole 69») — австрийский пистолет-пулемёт.

## История
MPi 69 стал первым образцом боевого оружия, созданным в Австрии с 1930-х годов.
После окончания второй мировой войны на вооружении Австрии до 1970х гг. оставались немецкие пистолет-пулемёты MP.40 и советские ППШ, и MPi-69 был разработан и принят на вооружение для их замены.

## Устройство
Конструкция MPi-69 достаточно простая и технологичная. Автоматика работает по принципу отдачи свободного затвора. Ствол выполнен по технологии холодной ковки. Ствольная коробка выполнена штамповкой из стального листа, затвор фрезерованный, цевьё и пистолетная рукоять изготовлены из нейлона. Для уменьшения габаритов оружия затвор частично охватывает ствол. Возвратная пружина надета на направляющий стержень, по которому скользит затвор.
На рукояти заряжания MPi-69 размещена антабка для крепления ремня; в результате становится возможным быстрое взведение оружия: одной рукой пистолет-пулемёт берётся за рукоятку, другой рукой ремень отдёргивается назад (при этом затвор не сможет двигаться вперёд, пока не будет отпущен ремень).
Переводчик огня, выполненный в виде кнопки, имеет три позиции: «Предохранитель», «Одиночные выстрелы» и «Автоматическая стрельба».
Прямой коробчатый магазин с двухрядным расположением патронов вставляют в пистолетную рукоять. Прицельные приспособления открытого типа, состоят из мушки и диоптрического прицела (дополнительно может быть установлен коллиматорный прицел). Приклад выдвижной металлический.
Пистолет-пулемёт может комплектоваться глушителем.

## Модификации
В 1981 году была разработана модификация MPi-81. Изменён способ взведения: теперь крепление у ремня находится сбоку ствольной коробки, а рукоятка затвора стала обычного типа. Темп стрельбы увеличен до 700 выстрелов в минуту.
Другая модификация - MPi-81 FPW (MPi-81 Firing Port Weapon), пистолет-пулемёт для экипажей боевых машин. Ствол этой модели длиннее, чем у MPi 69, а по его центру сделан выступ, который позволяет удобнее удерживать оружие при стрельбе через бойницы бронетехники. Модификация оснащена пламегасителем и оптическим прицелом, который закреплён так, что его можно использовать при стрельбе через бойницы.

## На вооружении
Принят на вооружение в Австрии и в ряде других стран.
- Австрия — состоит на вооружении полицейского спецподразделения EKO Cobra[5], до 2013 состоял на вооружении армейского спецподразделения Jagdkommando[6].